# Escola de Jornalismo do Porto
A Escola de Jornalismo do Porto, antiga Escola Superior de Jornalismo do Porto, é uma instituição de educação e formação profissional Privada, localizada na cidade do Porto, em Portugal.
Até 2016 foi uma instituição de ensino superior. Tem como objectivo principal a formação de profissionais altamente qualificados na área do Jornalismo, tendo formado alguns dos jornalistas mais conceituados dos diversos órgãos de Comunicação Social.
A Escola Superior de Jornalismo, CRL, foi constituída por escritura pública de 7 de Maio de 1985, tendo como fundadores sete jornalistas: João Pinto Garcia, José Rodrigo Carneiro Costa Carvalho, Luís Humberto Marcos, Manuel Joaquim da Silva Pinto, Albertino Frederico Martins Mendes, Manuel Correia de Brito e Abílio Marques Pinto.

## História
Oficialmente reconhecida pelo Ministério da Educação, em 28 de Junho de 1986, é a mais antiga escola portuguesa de jornalismo, conferindo o grau de bacharel ao fim de três anos e de licenciatura bietápica em quatro anos. Instalada num palacete da Avenida da Boavista, 3067, no Porto, pelas suas salas de aulas passaram mais de 1500 estudantes vocacionados para a profissão de jornalismo.
Em 2015/2016, ressurgir com a criação os Cursos Técnicos, de curta duração, para além de  Cursos Executivos , com a duração de um ano.

## Localização
A ESJ ocupa instalações no Porto, Boavista, num espaço dotados de equipamentos actualizados e adequados à natureza dos seus cursos.

## Ensino
A Oferta Informativa da Escola de Jornalismo do Porto está dividida em duas áreas de formação técnica:

### Cursos
- Assessoria de Comunicação, Marketing e Relações Públicas
- Gestão e Marketing em Turismo
- Marketing Digital e Comunicação[5]

### Cursos Técnicos
- Comunicação Municipal
- Gestão de Crise
- Falar em Público e Media Training